# Brachycephalus izecksohni
Brachycephalus izecksohni är en groddjursart som beskrevs av Ribeiro, Alves, Haddad och Roberto Esser dos Reis 2005. Brachycephalus izecksohni ingår i släktet Brachycephalus och familjen Brachycephalidae. IUCN kategoriserar arten globalt som otillräckligt studerad. Inga underarter finns listade.